# Поляков, Яков Соломонович

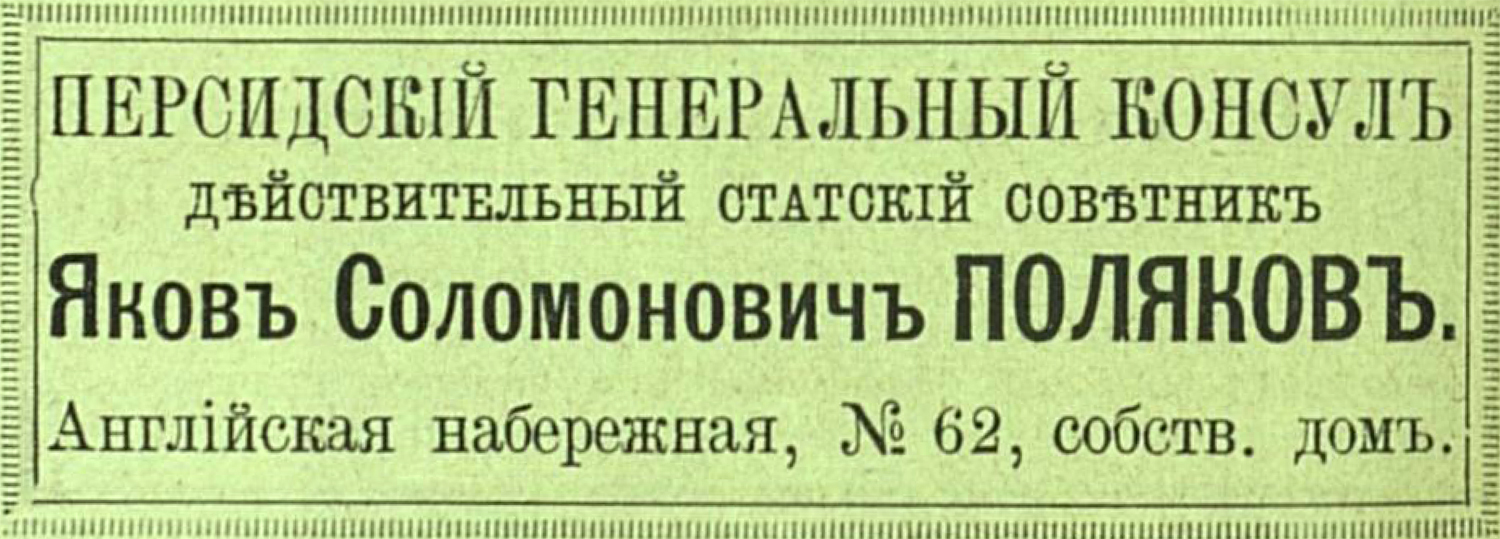
Объявление в справочнике «Весь Петербург», 1894 год.

Я́ков Соломо́нович Поляко́в (1832, Дубровно, Оршанский уезд, Могилёвская губерния (ныне — Дубровенский район) — 1909, Биарриц, Франция) — российский финансист, предприниматель, купец 1-й гильдии, банкир, тайный советник, генеральный консул Персии в Санкт-Петербурге, потомственный почётный гражданин.

## Биография
Родился в семье купца 1-й гильдии Соломона Лазаревича Полякова и Златы Рабинович (Полякова). В 1860—1864 годах работал в деле отца. В 1864—1869 годах — оршанский купец первой гильдии. 16 ноября 1868 года по решению Екатеринославской казённой палаты был перечислен в таганрогские купцы первой гильдии и вскоре открыл торговый дом и контору буксирного пароходства, а затем учредил Донской земельный банк. Финансировал, в частности, строительство в Таганроге комплекса зданий железнодорожного вокзала.
В дальнейшем стал соучредителем и совладельцем Азовско-Донского и Петербургско-Азовского банков, Азовского пароходства, занимался строительством железных дорог в России и за её пределами. Был Председателем Таганрогского общества Красного Креста, построил в Таганроге Дом трудолюбия и еврейское училище. Состоял вице-президентом Еврейского колонизационного общества. В 1890-е гг. приобрел концессию на создание банка в Персии. В 1902 году этот банк получил название «Учётно-ссудный банк Персии». Банк был одним из главных факторов влияния России в Персии. На рубеже XIX—XX веков понёс большой материальный ущерб в ходе финансового кризиса и в значительной мере утратил влияние.
В 1885 году получил право на потомственное дворянство через пожалование чином действительного статского советника, в 1900 году получил чин тайного советника. Награждён Орденами Св. Станислава 1-й и 3-й ст, Орденом Св. Владимира 3-й ст, орденом Св. Анны 1-й ст..
В ряде источников указано, что в 1897 году Якова Полякова по личному ходатайству министра юстиции Н. В. Муравьева произвели в потомственное российское дворянство. Поскольку к этому времени Яков Поляков уже имел право на потомственное дворянство, то в действительности министр Н. В. Муравьев мог[что?] ходатайствовать о внесении некрещёного еврея Я. С. Полякова в дворянскую родословную книгу какой-либо губернии. В итоге, Яков Поляков, не добившись согласия ряда губернских дворянских собраний, был приписан за крупную взятку к дворянам Области Войска Донского.
Есть мнение, что Поляков послужил прототипом еврейского нувориша Болгаринова в романе Льва Толстого «Анна Каренина».

## Семья
- Жена: Амалия Иосифовна Гиршман (1877—1948), дочь купца первой гильдии и промышленника Иосифа Семёновича (Шимон-Ициковича) Гиршмана (1839—1905), сестра коллекционера и мецената Владимира Осиповича Гиршмана.
  - Сын: Лазарь, статский советник, инженер путей сообщения.
    - Внук: Виктор Лазаревич Поляков, поэт.

  - Дочь: Елена Рафалович,  жена купца Льва Анисимовича Рафаловича.
    - Внук: Сергей Львович Рафалович, поэт, прозаик, драматург Серебряного века, театральный критик.
- Брат: Самуил Соломонович Поляков (1837—1888), концессионер и строитель железных дорог в Российской империи, меценат.
- Брат: Лазарь Соломонович Поляков (1842—1914), банкир, общественный деятель, предполагаемый отец балерины Анны Павловой[8].